# Parco nazionale degli Arches
Il Parco nazionale degli Arches (in inglese Arch Canyon National Park) è un'area naturale protetta degli Stati Uniti che tutela oltre 2.000 archi naturali di arenaria (luogo con la più alta densità al mondo), tra cui il famoso Delicate Arch, oltre ad una varietà di altre formazioni geologiche uniche.
Amministrata dal National Park Service, l'area fu dapprima nominata monumento nazionale (il 12 aprile 1929) e poi elevata a parco nazionale il 12 novembre 1971. Nel 2021 ha registrato circa 1,8 milioni di visitatori.

## Descrizione

### Geografia
Il parco, nello specifico il suo ingresso, si trova nei pressi di Moab, nello Utah. Occupa circa 310 km² di deserto nel cuore dell'altopiano del Colorado; il punto più alto è in prossimità dell'Elephant Butte (1.723 m s.l.m.), mentre l'elevazione minore si tocca presso il centro visitatori (1.245 m s.l.m.). La regione è particolarmente secca: in media meno di 250 mm di pioggia all'anno.
La zona protetta copre un'area semidesertica di arenaria rossa prevalentemente erosa. Tra i parchi più vicini si segnalano il Parco nazionale delle Canyonlands, il Parco statale di Dead Horse Point e il Monumento nazionale del Colorado.

### Geologia

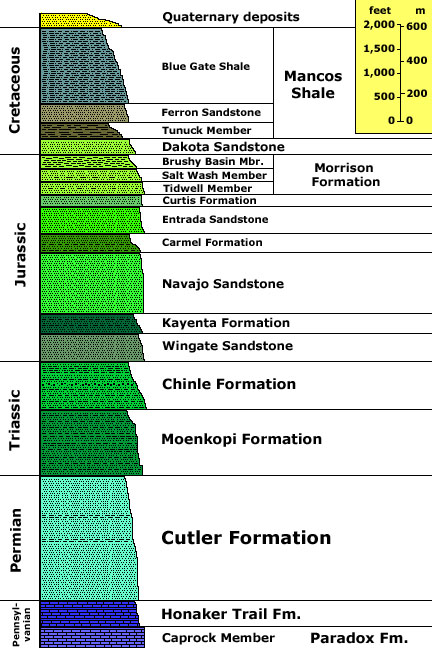
Stratigrafia del Parco nazionale degli Arches.

Il parco nazionale degli Arches è situato su un letto salino sotterraneo chiamato bacino Paradox, responsabile della formazione di archi, spirali, rocce in equilibrio, dicchi di arenaria e monoliti erosi. Questo letto salino raggiunge uno spessore di alcune centinaia di metri e si depositò più di 300 milioni di anni fa, quando un mare sommerse la regione e probabilmente evaporò. Per milioni di anni i residui delle alluvioni, i venti e gli oceani che si formarono e scomparvero ricoprirono questa formazione. I detriti furono compressi e diventarono roccia, raggiungendo uno spessore di oltre 1,5 km.
Il sale sotto pressione non è stabile, e il letto salino, sottoposto all'enorme pressione di detriti che lo sovrastavano, si spostò, si liquefece e si riposizionò spingendo gli strati di roccia sovrastanti verso l'alto (sotto forma di cupole) e intere sezioni sprofondarono come cavità.
Le profonde fratture nella terra resero la superficie ancora più instabile, portando alla formazione di faglie che contribuirono allo sviluppo degli archi (tra cui il Landscape Arch, il Delicate Arch e il Double Arch). Lo spostamento del sottosuolo salino modellò la superficie e l'erosione scoprì strati di roccia più giovane. Le formazioni odierne più imponenti sono l'Entrada Sandstone, di colore salmone, la cui arenaria costituisce la maggior parte degli archi, e la Navajo Sandstone, color giallo pallido. Queste formazioni si vedono in molti punti del parco come strati sovrapposti di una torta. Nel corso del tempo l'acqua filtrò attraverso le crepe superficiali, le giunzioni e le cavità. Il ghiaccio formatosi nelle fenditure, espandendo e premendo sulla roccia, la fece esplodere in frammenti. Il vento eliminò poi questi detriti, lasciando delle pinne scoperte, sottili muri isolati di arenaria. Gli agenti atmosferici aggredirono in seguito i dicchi, erodendo la roccia, e molti di essi si frantumarono, mentre rocce più resistenti sopravvissero nonostante le sezioni mancanti. Furono queste ultime a generare gli archi attuali.

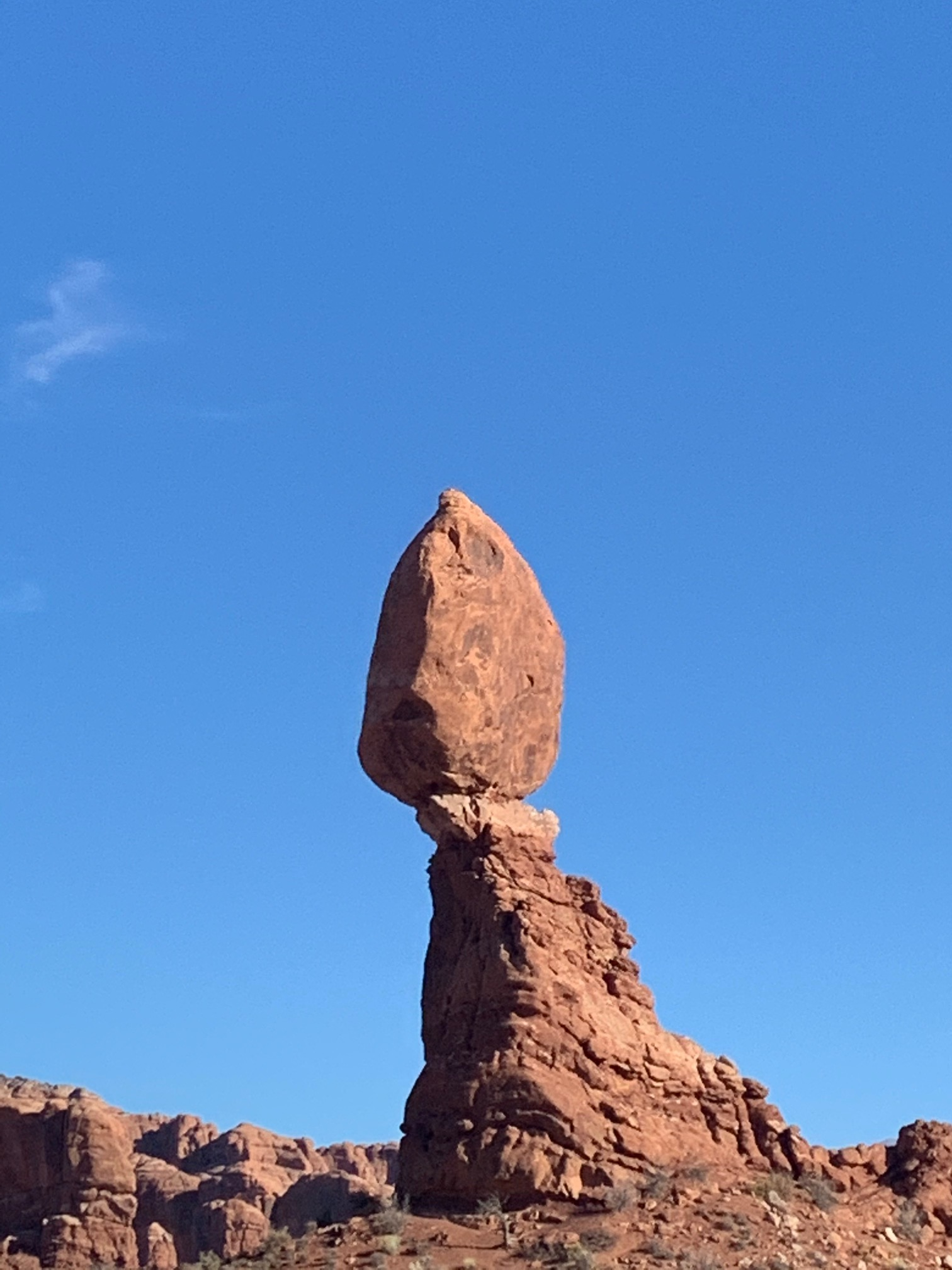
Balanced Rock, la pietra in equilibrio

Sebbene il terreno del parco appaia stabile e robusto, in realtà è estremamente fragile. Il massiccio afflusso di turisti contribuisce a minare il fragile ecosistema degli alti deserti locali. Il problema risiede nella crosta del terreno, composta da cianobatteri, alghe, funghi e licheni che crescono nelle zone polverose del parco. Tra i fattori che rendono il sito sensibile ai danni provocati dai visitatori rientrano l'aridità, le precipitazioni scarse e improvvise, l'assenza di gelate profonde e la penuria di specie vegetali di basso fusto, con il risultato che il terreno ha una bassa resistenza e risente pesantemente del flusso di milioni di visitatori. Gli studi degli effetti causati dall'uomo e dalle condizioni atmosferiche si concentrano sulla crosta citofobica del suolo, sulla misurazione dell'infiltrazione dell'acqua e sul confronto dei valori tra le aree più o meno minacciate. Dal 1970 a causa dell'erosione  sono crollati vari archi;  uno degli eventi più noti avvenne il 4-5 agosto 2008 e riguardò il Wall Arch.

### Clima

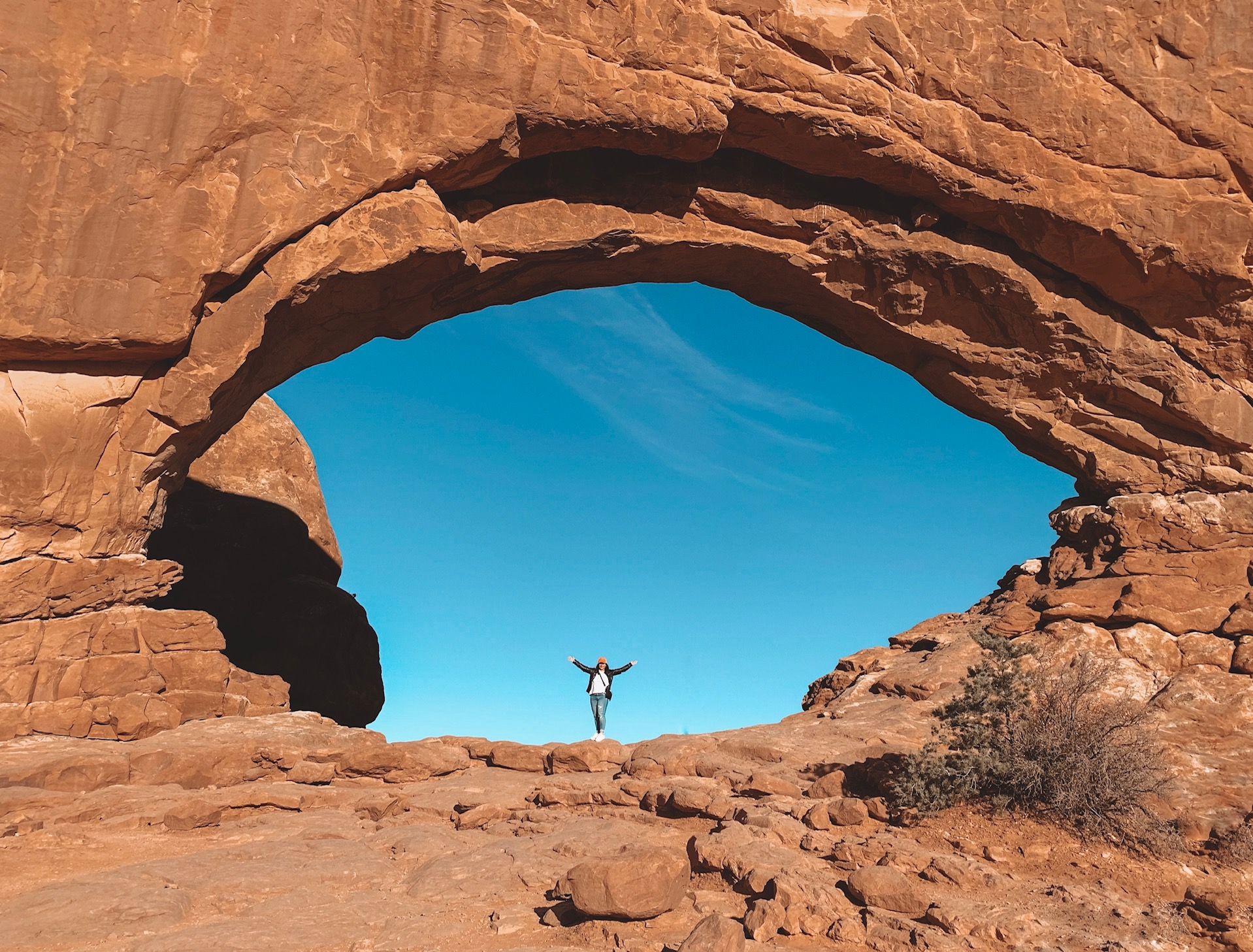
La Windows section

Il sud-est dello Utah fa parte dell'atopiano del Colorado, una regione desertica in altura con elevate escursioni termiche, che possono superare i 20 °C al giorno. Le stagioni temperate vanno da aprile a maggio e da metà settembre a ottobre, quando le temperature medie massime di giorno variano fra i 15 °C e i 26 °C e le minime tra 0 °C e i 10 °C.
Le temperature estive possono superare i 37 °C e a fine estate i violenti temporali creano inondazioni. L'inverno è freddo con temperature medie massime tra 0 °C e i 10 °C e temperature medie minime tra -17 °C e i -7 °C; le nevicate sono però rare, se non nelle vicine montagne, e anche una piccola nevicata o formazione di ghiaccio può rendere impraticabili i sentieri. Le precipitazioni non superano i 250 mm di pioggia annui.
Secondo la classificazione dei climi di Köppen, il Parco nazionale degli Arches ha un clima caldo semi-arido.
| Parco nazionale degli Arches (bollettino del centro visitatori) | Mesi | Mesi | Mesi | Mesi | Mesi | Mesi | Mesi | Mesi | Mesi | Mesi | Mesi | Mesi | Stagioni | Stagioni | Stagioni | Stagioni | Anno |
| Parco nazionale degli Arches (bollettino del centro visitatori) | Gen  | Feb  | Mar  | Apr  | Mag  | Giu  | Lug  | Ago  | Set  | Ott  | Nov  | Dic  | Inv      | Pri      | Est      | Aut      | Anno |
| --------------------------------------------------------------- | ---- | ---- | ---- | ---- | ---- | ---- | ---- | ---- | ---- | ---- | ---- | ---- | -------- | -------- | -------- | -------- | ---- |
| T. media (°C)                                                   | −0,1 | 4,2  | 9,7  | 13,7 | 19,2 | 25,4 | 29,2 | 27,7 | 22,6 | 14,5 | 6,8  | 0,5  | 1,5      | 14,2     | 27,4     | 14,6     | 14,5 |
| T. min. media (°C)                                              | −5,4 | −1,6 | 2,7  | 6,5  | 11,7 | 17,2 | 21,3 | 19,9 | 14,6 | 6,8  | 0,3  | −4,5 | −3,8     | 7,0      | 19,5     | 7,2      | 7,5  |
| T. max. assoluta (°C)                                           | 17   | 23   | 31   | 34   | 41   | 43   | 47   | 43   | 41   | 35   | 26   | 21   | 23       | 41       | 47       | 41       | 47   |
| T. min. assoluta (°C)                                           | −20  | −22  | −11  | −6   | −2   | 3    | 10   | 7    | −3   | −9   | −12  | −20  | −22      | −11      | 3        | −12      | −22  |
| Precipitazioni (mm)                                             | 14   | 14   | 17   | 18   | 19   | 11   | 19   | 23   | 22   | 28   | 14   | 15   | 43       | 54       | 53       | 64       | 214  |
| Giorni di pioggia                                               | 4,2  | 4,5  | 4,9  | 5,0  | 4,8  | 2,4  | 4,7  | 6,0  | 4,9  | 5,5  | 4,1  | 3,8  | 12,5     | 14,7     | 13,1     | 14,5     | 54,8 |
| Nevicate (cm)                                                   | 5,3  | 3,0  | 1,3  | 0,0  | 0,0  | 0,0  | 0,0  | 0,0  | 0,0  | 0,25 | 1,8  | 8,9  | 17,2     | 1,3      | 0,0      | 2,1      | 20,6 |
| Giorni di neve                                                  | 1,5  | 0,9  | 0,3  | 0,0  | 0,0  | 0,0  | 0,0  | 0,0  | 0,0  | 0,1  | 0,4  | 2,1  | 4,5      | 0,3      | 0,0      | 0,5      | 5,3  |
| Eliofania assoluta (ore al giorno)                              | 10,0 | 10,5 | 12,0 | 13,0 | 14,0 | 15,0 | 14,5 | 13,5 | 12,5 | 11,5 | 10,0 | 9,5  | 10,0     | 13,0     | 14,3     | 11,3     | 12,2 |

## Storia

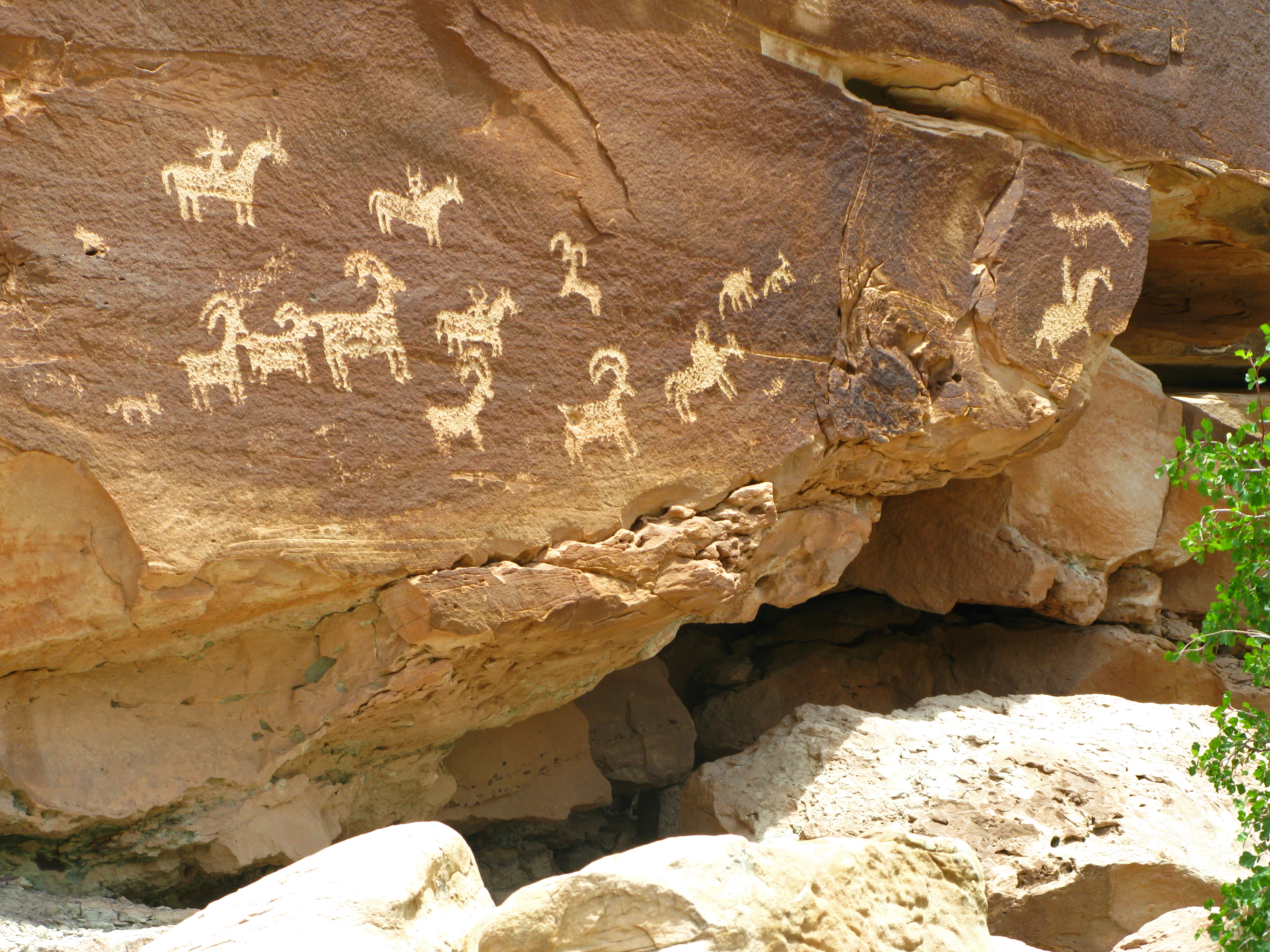
Incisioni rupestri degli Ute

Gli esseri umani occupano la regione sin dai tempi dell'ultima era glaciale, avvenuta 10.000 anni fa. Il popolo Fremont e gli Anasazi vissero nella zona fino a circa 700 anni fa. I missionari spagnoli incontrarono le tribù degli Ute e dei Paiute nella regione quando vi giunsero per la prima volta nel 1775, ma i primi europei-americani a tentare di insediarsi nell'area furono i pionieri mormoni nel corso della missione di Elk Mountain del 1855, ma essi abbandonarono presto la zona torrida. Proprietari di ranch, agricoltori e cercatori d'oro si stabilirono a Moab, nella vicina valle di Riverine, alla fine degli anni '70 del XIX secolo. La bellezza delle formazioni rocciose circostanti cominciò ad attirare diversi curiosi e si cominciò a valutare l'ipotesi di elevare la località a una possibile destinazione turistica.
La zona venne portata per la prima volta all'attenzione del National Park Service da Frank A. Wadleigh, un responsabile della Denver and Rio Grande Western Railroad. Wadleigh insieme al fotografo della ferrovia George L. Beam visitarono l'area nel settembre del 1923 invitati da Alexander Ringhoffer, un cercatore d'oro di origine ungherese che viveva in questa zona. Ringhoffer aveva scritto ai responsabili della ferrovia nel tentativo di suscitare interesse per una nuova rotta turistica attraverso le bellezze naturali che aveva scoperto l'anno precedente insieme ai suoi due figli e al genero, questa area era stata chiamata Devil's Garden (conosciuto oggi come Klondike Bluffs). Wadleigh rimase impressionato da ciò che gli venne mostrato da Ringhoffer e suggerì al direttore del National Park Service, Stephen T. Mather, di istituire qui un monumento nazionale.
L'anno successivo, un ulteriore sostegno all'idea del monumento giunse da Laurence Gould, il futuro esploratore polare laureatosi all'Università del Michigan che studiò la geologia dei vicini monti di La Sal; egli si era recato nell'area su sollecito del medico locale J.W. Williams, interessato a promuovere l'area.

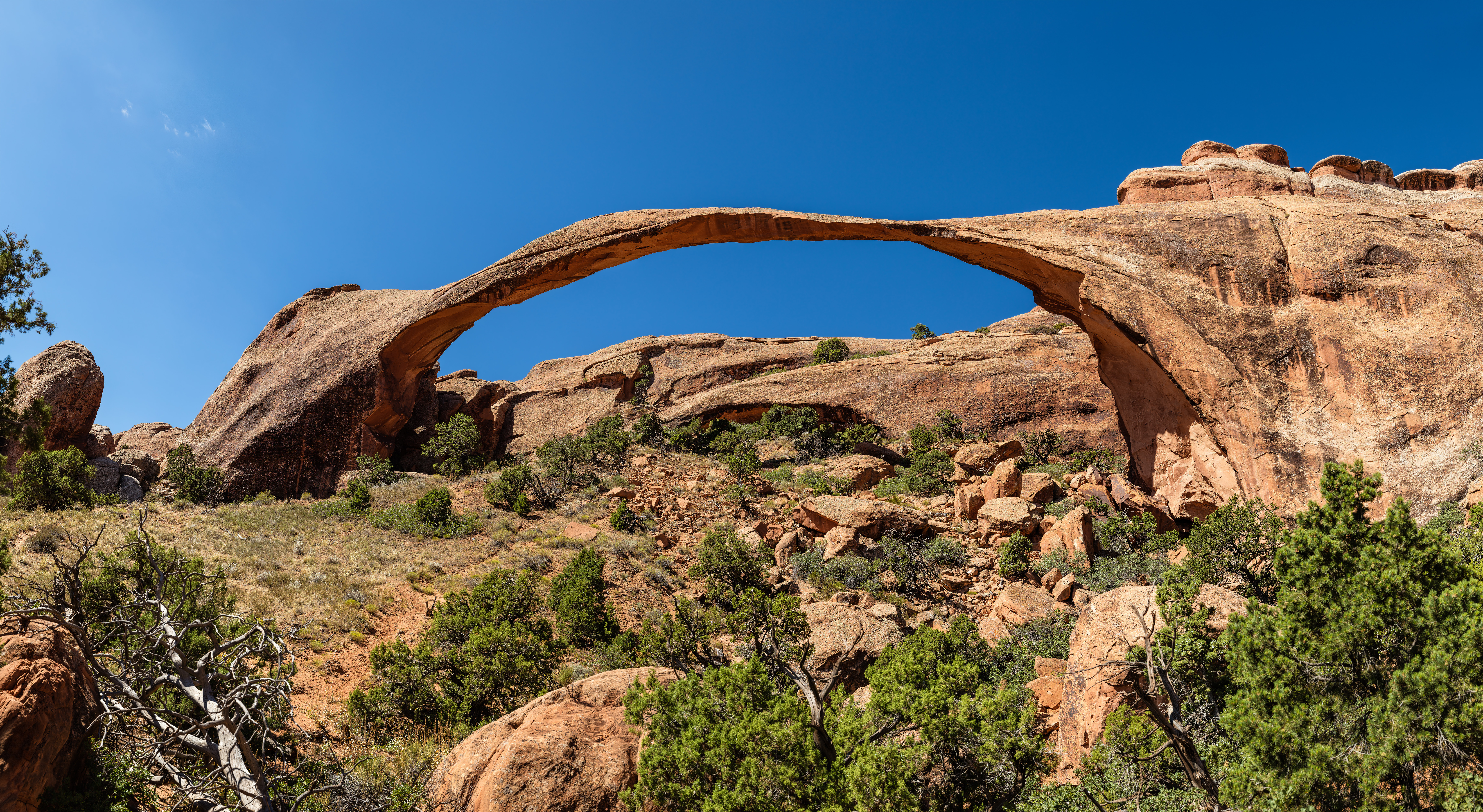
Il Landscape Arch, situato nel Devils Garden, è l'arco più lungo del parco e il quinto al mondo

In seguito una serie di investigatori governativi si recò sul posto per studiare l'area, in parte a causa della confusione sulla posizione precisa. Durante tale processo, si assegnò il nome Devils Garden a una zona sul lato opposto della valle di Salt che comprende il Landscape Arch, l'arco più lungo del parco. Quanto scoperto e studiato Ringhoffer fu omesso, poiché ci si concentrò su un altro perimetro conosciuto localmente come The Windows. Il nome Arches fu suggerito da Frank Pinkely, sovrintendente dei monumenti nazionali sudoccidentali del Park Service, dopo una visita alla sezione delle Windows nel 1925. La designazione dell'area come monumento nazionale fu sostenuta dal Park Service fin dal 1926, venendo però contrastata dal segretario agli Interni del presidente Calvin Coolidge, Hubert Work. Alla fine, nell'aprile del 1929, poco dopo il suo insediamento, il presidente Herbert Hoover firmò un proclama presidenziale con cui istituiva il Monumento nazionale degli Arches, composto da due sezioni relativamente piccole e scollegate. Il fine della riserva, ai sensi dell'Antiquities Act del 1906, fu indicato nella maniera seguente:
Alla fine del 1938, il presidente Franklin Delano Roosevelt firmò un proclama che ampliava gli Arches per proteggere ulteriori caratteristiche paesaggistiche e consentire lo sviluppo di strutture per promuovere il turismo. Nel 1960 il presidente Dwight Eisenhower autorizzò il progetto volto ad apportare dei cambiamenti al nuovo tracciato stradale.
All'inizio del 1969, poco prima di lasciare l'incarico, il presidente Lyndon B. Johnson firmò un proclama che ampliava in maniera sensibile gli Arches. Due anni dopo, il presidente Richard Nixon firmò una legge promulgata dal Congresso volta a ridurre significativamente l'area totale racchiusa, ma ne cambiò lo status. Proprio per via di tale iter legislativo, il 12 novembre 1971 la regione venne infine convertita in un parco nazionale, ma la designazione attuale fu assunta formalmente soltanto nel 1972.
Nel 1980, alcuni vandali tentarono di impiegare un detergente da cucina abrasivo affinché deturpasse le antiche incisioni rupestri del parco. Ciò spinse i funzionari del parco a rivolgersi al fisico John F. Asmus, specializzato nell'uso del laser per restaurare le opere d'arte, affinché utilizzasse la sua tecnologia per riparare il danno. Asmus indirizzò il laser sulle incisioni con intensi impulsi e riuscì a rimuovere la maggior parte del detergente.

## Ambiente naturale

### Flora

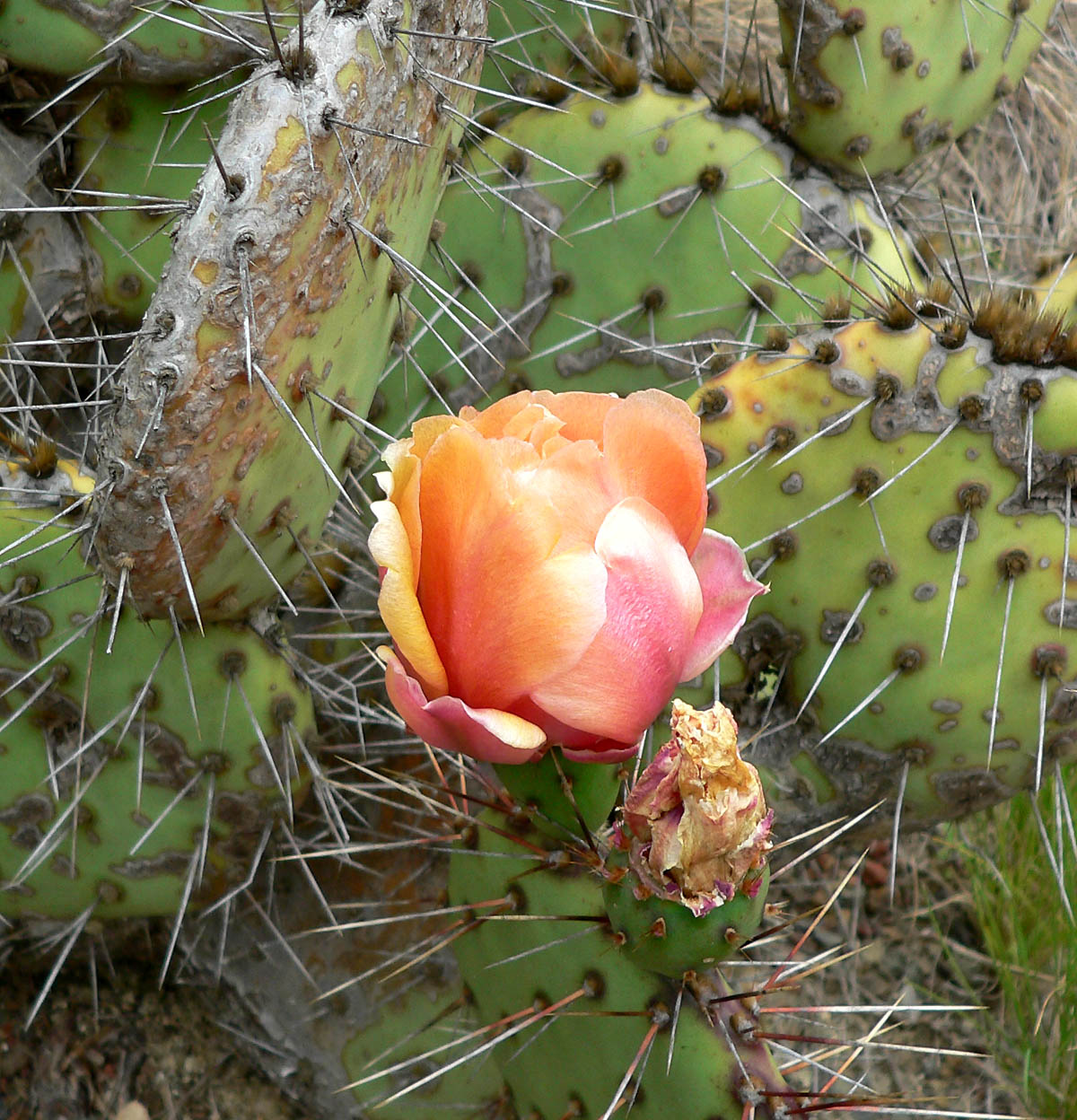
Opuntia phaeacantha.

Gli arbusti più comuni all'interno del parco sono l'Ephedra viridis, anche conosciuto come il tè dei Mormoni, contiene efedrina e veniva usata per decongestionare il naso o come uno stimolante in alternativa alla caffeina. Il Coleogyne ramosissima è un importante alimento invernale per i bighorn nonostante sia spinoso e l'Atriplex canescens. Il Celtis reticulata, l'acero americano (Acer negundo), l'olivello di Boemia (Eleagnus angustifoglia) e il pioppo di Freemont (Populus fremontii) crescono nell'area del parco. L'olivello di Boemia non è originaria della zona ma ha soppiantato specie di alberi natii e ha alterato lo sviluppo ambientale.
Varie specie di pino e il ginepro dello Utah (Juniperus osteosperma) sono diffusi in gran parte del parco. Questi alberi crescono a gruppi e dominano il paesaggio asciutto e roccioso ad altitudini che vanno dai 1300 e i 1900 metri. Man mano che l'altitudine decresce, gli alberi diventano più radi e il ginepro prende il sopravvento a causa della sua maggiore resistenza all'ambiente arido. Le varie specie di Pinus che crescono in quest'area hanno il tronco contorto, la corteccia è rossastra e sono caratterizzati da una crescita molto lenta: alberi con un diametro di 10-15 cm e alti 3 m possono avere dagli 80 ai 200 anni. L'apparato radicale di questi alberi è particolarmente esteso e facilmente raggiunge le dimensioni dell'albero. Le pigne contengono semi gustosi e ricchi di proteine e fornivano un'importante fonte alimentare per i nativi americani. Il ginepro dello Utah è il classico albero del deserto, il suo essere contorto e i tanti rami secchi sottolineano la durezza delle condizioni di vita nell'ambiente arido. In assenza di umidità il ginepro interrompe il flusso di linfa nei rami più esterni per aumentare le probabilità di sopravvivenza. Altri adattamenti di questa pianta che le permettono di sopravvivere negli ambienti aridi sono le foglie squamate e i semi cerati.

### Fauna

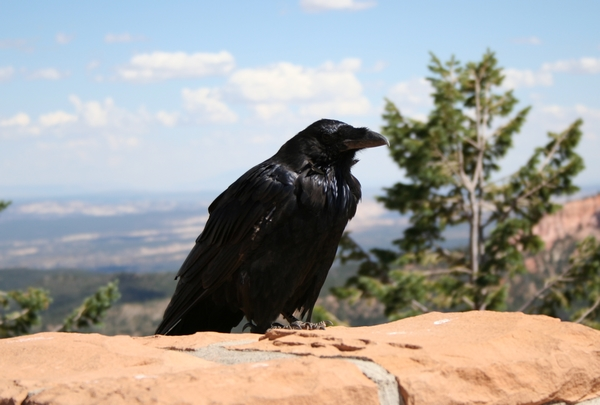
Corvo imperiale (Corvus corax).

Sebbene in apparenza il parco non sembri abitato da animali, molte specie di uccelli, lucertole e roditori sono frequenti al suo interno. Gli animali del deserto hanno una serie di adattamenti che li rendono idonei a sopravvivere alle alte temperature e alla bassa umidità di questo ambiente. Molti sono notturni, questo è un adattamento sia alle alte temperature che alla predazione. Tra gli animali notturni si annoverano il ratto canguro (Dipodomys ordii), il ratto dei boschi (Neotoma lepida), la moffetta comune (Mephitis mephitis), il bassarisco del Nordamerica (Bassariscus astutus), la pecora delle Montagne Rocciose (Ovis canadensis), l'urocione comune (Urocyon cinereoargenteus), la volpe pigmea americana (Vulpes macrotis), la lince rossa (Lynx rufus), il puma (Puma concolor) e varie specie di pipistrelli e di rapaci notturni.
Gli animali attivi al tramonto e all'alba sono chiamati crepuscolari, in questi momenti della giornata le temperature sono meno elevate e le condizioni di luce permettono agli animali predati di essere meno visibili, consentendo loro una più facile individuazione del cibo. Naturalmente ciò fa sì che alcuni predatori siano a loro volta animali crepuscolari. Tra gli animali crepuscolari possiamo citare il cervo mulo (Odocoileus hemionus), il coyote (Canis latrans), l'ursone (Erethizon dorsatum), il silvilago del deserto (Sylvilagus audubonii) e la lepre californiana (Lepus californicus).

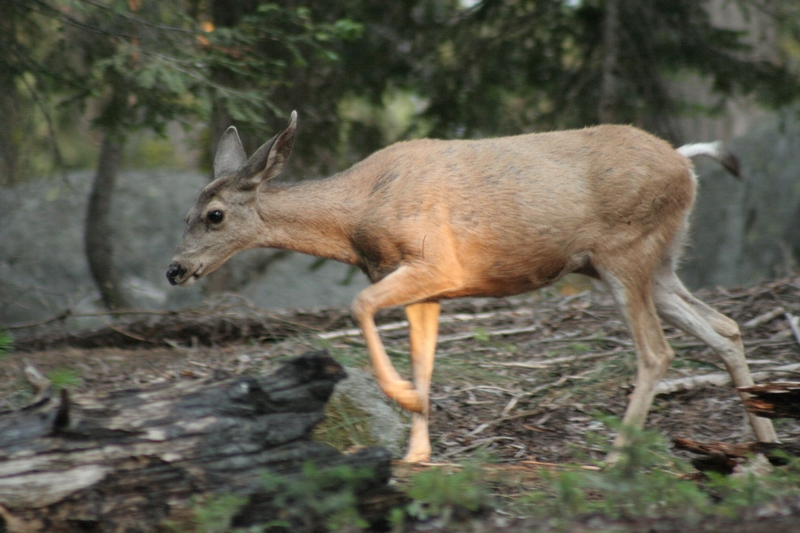
Cervo mulo (Odocoileus hemionus).

Alcuni animali sono principalmente attivi durante il giorno, come ad esempio il citello delle rocce (Otospermophilus variegatus), il citello antilope dalla coda bianca (Ammospermophilus leucurus), lo scoiattolo rosso (Tamiasciurus hudsonicus), lucertole, serpenti, falchi e aquile. Molti animali sono attivi all'interno di una gamma di temperature, per cui cambiano le loro abitudini a seconda della stagione. Serpenti e lucertole vanno in uno stato di inattività durante l'inverno, sono attivi durante il giorno in primavera e all'inizio dell'autunno e diventano crepuscolari in piena estate. Insieme ai cactus e alle dune di sabbia, i rettili costituiscono uno dei simboli del deserto. Gli unici rettili presenti all'interno del parco sono serpenti e lucertole, animali molto importanti per l'ecosistema di quest'ambiente in quanto regolano le popolazioni di insetti e roditori e sono a loro volta prede di uccelli e mammiferi.
Tutti i rettili sono a sangue freddo o ectotermi, cioè la loro temperatura corporea è regolata da quella dell'ambiente esterno e non dal metabolismo. Non avendo sistemi di dispersione del calore, non possono comunque resistere a lungo a temperature estremamente alte e non possono neppure sopravvivere a temperature sotto lo zero. Quando fa freddo i rettili vanno in ibernazione o entrano in uno stato di torpore letargico, il cibo accumulato come grasso nella coda aiuta le lucertole a sopravvivere a lunghi periodi di inattivita, per cui perdere la coda potrebbe mettere a rischio la loro vita. Durante l'estate è molto facile vedere le lucertole, dopo gli uccelli questi rettili sono gli animali più attivi durante il giorno. Sono normalmente visibili mentre si scaldano sulle rocce o mentre cacciano e inseguono insetti.

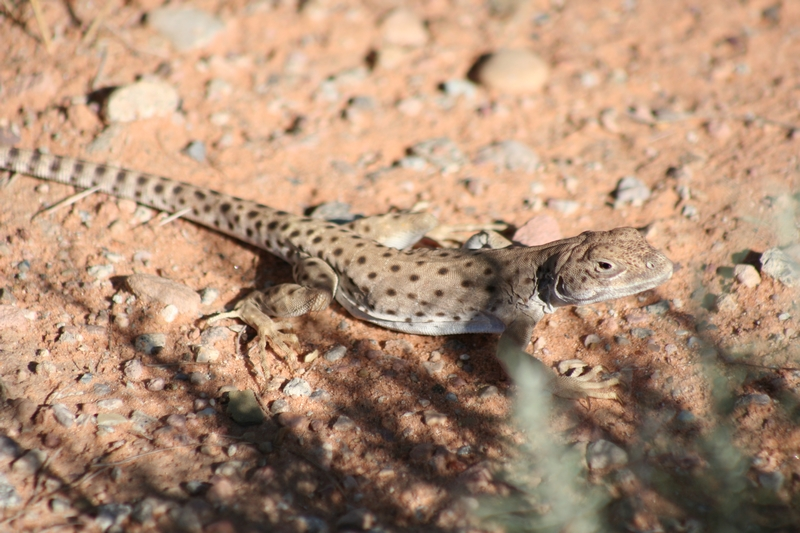
Lucertola leopardo (Gambelia wislizenii).

Gli uccelli sono gli animali più facilmente visibili all'interno del parco. Anche nei giorni più caldi l'avvoltoio collorosso (Cathartes aura) e il rondone golabianca (Aeronautes saxatalis) volano in circolo sopra le formazioni rocciose. In inverno lo Junco hyemalis e il passero capobianco vanno alla ricerca di cibo tra gli alberi e gli arbusti. Anche se il parco non può essere considerato il paradiso dei birdwatchers, sono state avvistate 273 specie di uccelli tra migratori e stanziali. Questa diversità di specie è dovuta agli habitat ripariani del fiume Colorado e del torrente Courthouse. Nel deserto, la vita degli animali tende a concentrarsi in queste aree grazie all'abbondanza di cibo, acqua e ripari. In primavera ed estate, è possibile ascoltare il canto di molti uccelli al mattino, tra cui il beccogrosso azzurro (Passerina caerulea), la parula pettogiallo (Icteria virens), il toui orientale (Pipilo erythrophthalmus) e lo scricciolo dei canyon (Catherpes mexicanus). Si può inoltre scorgere l'airone azzurro maggiore (Ardea herodias) cacciare piccoli pesci in acque poco profonde, mentre lo sparviere di Cooper (Accipiter cooperii) volteggia tra gli alberi della riva. Molti uccelli preferiscono l'altura dove sono dominanti erba, arbusti e alberi di piccole dimensioni.
Benché la cosa possa stupire, in quanto ritenuti maggiori amanti delle zone, nel parco sono presente anche anfibi; nello specifico, si segnalano una certa varietà di rane come la rana toro (Lithobates catesbeianus) e la rana leopardo (Lithobates pipiens) e la Hyla arenicola, rospi come il rospo macchiato di rosso (Bufo punctatus) e il rospo di Woodhouse (Bufo woodhousei), e una specie di salamandra, la salamandra tigre (Ambystoma tigrinum). Una conferma di queste presenze è offerta dall'incredibile spettacolo del canto dei rospi che riempie il canyon a volte anche per ore. Gli anfibi sono animali la cui vita è distinta in due fasi, una larvale acquatica e una adulta terrestre.

## Turismo

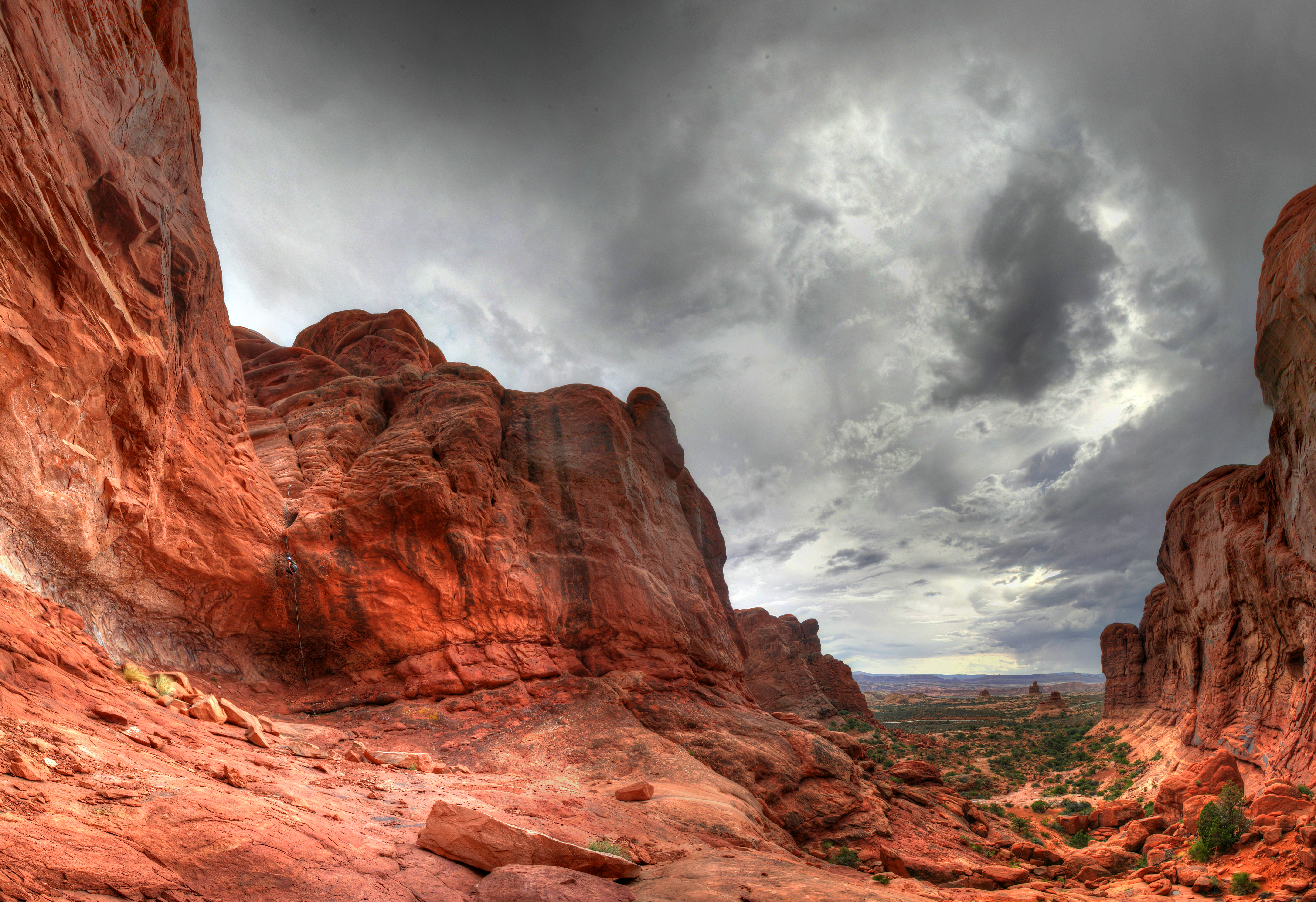
Elephant Butte

L'arrampicata su Balanced Rock o su qualsiasi arco che ha o non ha una sua denominazione nel parco con un'apertura superiore a 0,9 m è vietata per regolamento. L'arrampicata su altri elementi del parco è consentita, ma regolamentata; inoltre, lo slacklining e il base jumping sono vietati in tutta la zona.
L'arrampicata sugli archi con un proprio nome all'interno del parco fu a lungo impedita, ma nel maggio 2006, in seguito al successo rappresentato dall'arrampicata libera compiuta da Dean Potter sul Delicate Arch, le normative furono giudicate inadeguate dall'avvocato del parco. Per tutta risposta, il parco rivide le regole interne nel corso dello stesso mese, imponendo infine l'attuale divieto di arrampicata sugli archi nel 2014.
Tra le attività ricreative permesse si segnalano escursioni in auto, l'escursionismo, ciclismo, campeggio presso Devils Garden, backpacking, esplorazione dei canyon, e arrampicata su roccia, ma sono necessarie delle autorizzazioni per compiere le ultime tre attività. Tra i programmi offerti dai ranger rientrano anche delle visite guidate a pagamento.
L'astronomia è un'ulteriore attività popolare nel parco grazie ai suoi cieli bui, nonostante il crescente inquinamento luminoso generato da città come Moab.

## Nella cultura di massa
Il Delicate Arch è al centro del terzo quarto di dollaro emesso nel 2014 dalla U.S. Mint, una serie che commemora i parchi nazionali e i siti storici. Il quarto di Arches ha avuto la più alta produzione dei cinque quarti di parco nazionale del 2014, con oltre 465 milioni di pezzi coniati.
Lo scrittore americano Edward Abbey fu un guardaparco attivo al monumento nazionale degli Arches nel 1956 e 1957, dove compilò e custodì dei diari poi confluiti nel suo libro Desert Solitaire. Il successo dell'opera di Abbey, così come l'interesse per i viaggi d'avventura, attirò nell'area molti escursionisti, appassionati di mountain bike e di guida fuoristrada, sia su strade asfaltate che non asfaltate. L'Hayduke Trail, un percorso per backpacking lungo 1.307 km che prende il nome da uno dei personaggi di Edward Abbey, inizia nel parco.

## Luoghi d'interesse

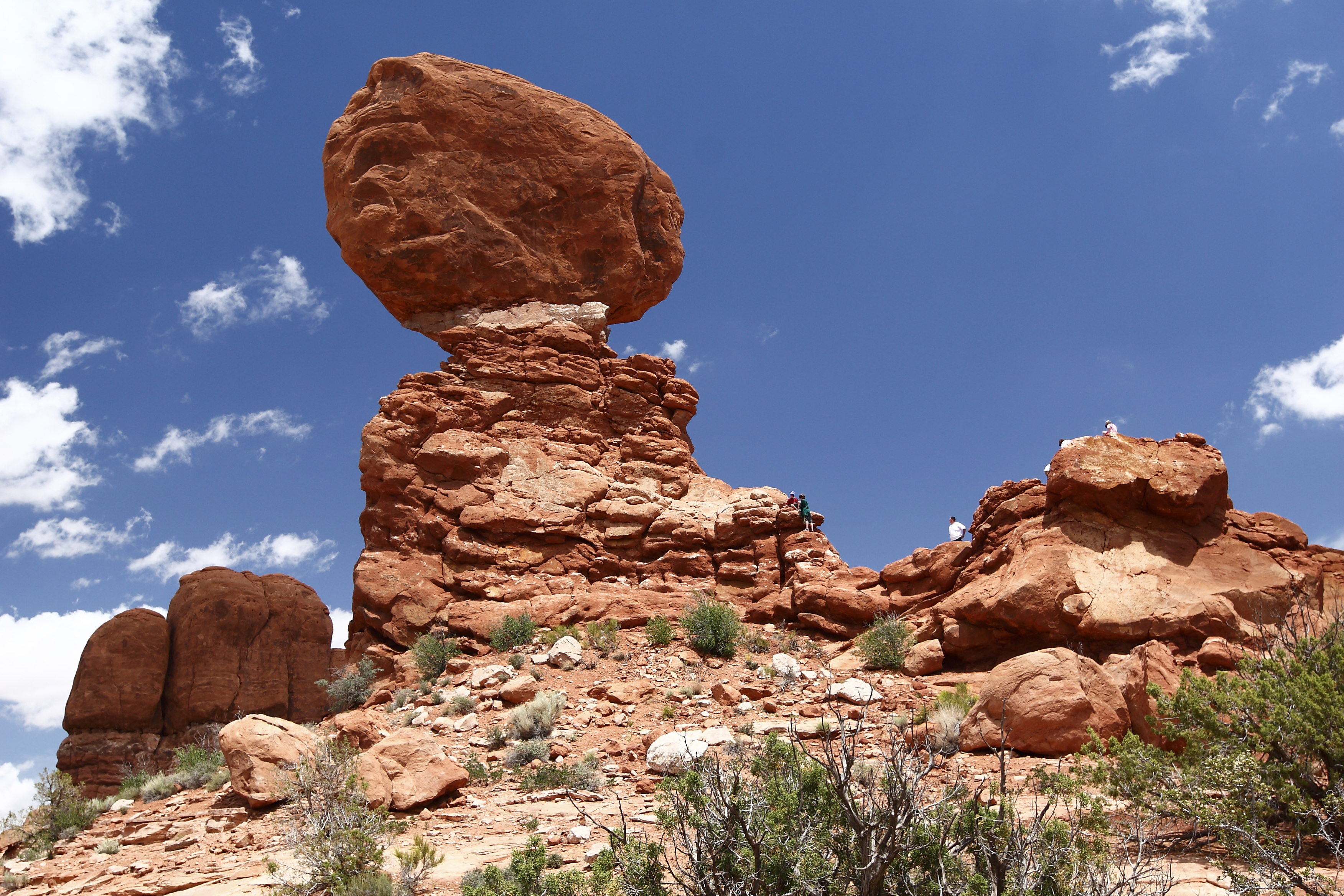
Balanced Rock

Tra le principali attrazioni del parco si segnalano:
- Balanced Rock - una grande roccia alta 39 m in precario equilibrio;
- Courthouse Towers - una serie di alte colonne in pietra;
- Dark Angel - un pilastro di arenaria isolato alto 46 m alla fine del sentiero Devils Garden;
- Delicate Arch - un arco solitario che è diventato un simbolo dello Utah e la più celebre formazione del parco;
- Devils Garden - numerosi archi e colonne sparsi lungo una cresta;
- Double Arch - due archi che condividono un'estremità comune;
- Fiery Furnace - un'area di passaggi stretti e labirintici e alte colonne di roccia. Il nome si deve a un riferimento biblico legato al capitolo 3 del Libro di Daniele, in particolare ad Azaria, Anania e Misaele;
- Landscape Arch - un arco molto sottile e lungo nel Devils Garden ampio 5.5 m. Con i suoi 93 m, è l'arco più lungo del parco;
- Petrified Dunes - resti pietrificati di dune di sabbia spazzate via dagli antichi laghi che ricoprivano l'area;
- Wall Arch - situato lungo il popolare Devils Garden Trail, crollò tra il 4 ed il 5 agosto 2008.[11]

### Esplicative
1. ↑  I valori medi risalgono al 1991-2020, quelli estremi al 1980-2020.

### Bibliografiche
1. 1 2  (EN) Listing of acreage – December 31, 2011 (XLSX) (XLSX), su nps.gov, Land Resource Division, NPS. URL consultato il 1º giugno 2022.
2. ↑  (EN) Presidential Proclamation 1875, su nps.gov. URL consultato il 1º giugno 2022.
3. ↑  (EN) Glenn Randall, The Art, Science, and Craft of Great Landscape Photography, Rocky Nook, Inc., 2015,  p. 102, ISBN 978-14-57-18903-6.
4. ↑  (EN) Arches, su NPS. URL consultato il 1º giugno 2022.
5. ↑  (EN) Arches National Park, su NPS. URL consultato il 1º giugno 2022 (archiviato dall'url originale il 29 giugno 2011).
6. ↑  (EN) Jim Fulcher, These 6 National Parks Set Visitor Records In 2021, su travelawaits.com, 26 gennaio 2022. URL consultato il 1º giugno 2022.
7. 1 2 3  (EN) Eugene P. Kiver e David V. Harris, Geology of U.S. parklands, 5ª ed., New York, J. Wiley, 1999,  pp. 503-515, ISBN 0-471-33218-6..
8. 1 2 3 4 5  (EN) Geologic Formations, su NPS. URL consultato il 1º giugno 2022.
9. ↑  (EN) National Geographic, National Geographic Guide to the National Parks of the United States, National Geographic Society, 2009,  p. 153, ISBN 978-14-26-20393-0.
10. 1 2  (EN) J. Belnap, Choosing Indicators of Natural Resource Condition: a Case Study in Arches National Park, Utah, USA, in Environmental Management, vol. 22, n. 4, luglio 1998,  pp. 635-642, DOI:10.1007/s002679900135.
11. 1 2  (EN) Fallen Arches, su nps.gov. URL consultato il 1º giugno 2022.
12. 1 2 3  (EN) NOWData - NOAA Online Weather Data, su NOAA. URL consultato il 1º giugno 2022.
13. ↑  (EN) Summary of Monthly Normals 1991-2020, su NOAA. URL consultato il 1º giugno 2022.
14. ↑  (EN) Arches National Park, Utah, USA - Monthly weather forecast and Climate data, su Weather Atlas. URL consultato il 1º giugno 2022.
15. 1 2 3  (EN) History & Culture, su nps.gov. URL consultato il 1º giugno 2022.
16. 1 2 3 4  (EN) Park Founders, su nps.gov. URL consultato il 1º giugno 2022.
17. ↑  (EN) Foundation document, su nps.gov. URL consultato il 1º giugno 2022.
18. ↑  (EN) Arches National Park Historical Timeline, su nps.gov. URL consultato il 1º giugno 2022.
19. ↑  (EN) Public Law 92-155, su NPS. URL consultato il 1º giugno 2022.
20. ↑  (EN) How to find amazing arches of Rattlesnake Canyon, su visitgrandjunction.com. URL consultato il 1º giugno 2022.
21. ↑  (EN) Sophia Fisher, A year after archaeological vandalism, state campaign hits stride, su moabtimes.com, 24 marzo 2022. URL consultato il 1º giugno 2022.
22. 1 2 3 4  (EN) Plants, su nps.gov. URL consultato il 1º giugno 2022.
23. 1 2 3 4 5 6 7 8 9 10  (EN) Animals, su NPS. URL consultato il 1º giugno 2022.
24. 1 2 3 4 5 6 7 8 9 10  (EN) Arches National Park Wildlife, su us-parks.com. URL consultato il 1º gennaio 2022.
25. ↑  (EN) Birds, su NPS. URL consultato il 1º giugno 2022.
26. ↑  (EN) Amphibians, su NPS. URL consultato il 1º giugno 2022.
27. ↑   Rock climbing - Arches National Park, su NPS.gov, 18 dicembre 2017. URL consultato il 1º giugno 2022.
28. ↑  (EN) Arches announces climbing closures, su nps.gov, 9 maggio 2006. URL consultato il 1º giugno 2022.
«Tutte le attività di arrampicata su roccia o simili su qualsiasi arco o ponte naturale indicato sulle mappe topografiche a 7,5 minuti della United States Geological Survey.»
29. ↑  (EN) Kate Cannon, Activities on Arches Determination, su NPS, 29 settembre 2014. URL consultato il 1º gennaio 2022.
«In conformità con le disposizioni dell'articolo 36 comma 1.5 del parco e con i requisiti delle politiche di gestione NPS 2006 sezioni 1.5 e 8.2, è mia opinione professionale che sia necessario vietare l'arrampicata, la scalata o la camminata, l'avvolgimento di fettucce o corde o la discesa in corda doppia da qualsiasi arco con un'apertura superiore a 3 piedi nei parchi nazionali di Arches e delle Canyonlands, ad eccezione del Washer Woman Arch nel distretto Island in the Sky delle Canyonlands.»
30. ↑  (EN) Auto Touring, su NPS. URL consultato il 1º giugno 2022.
31. ↑  (EN) Hiking, su NPS. URL consultato il 1º giugno 2022.
32. ↑  (EN) Biking, su NPS. URL consultato il 1º giugno 2022.
33. ↑   Camping, su NPS. URL consultato il 1º giugno 2022.
34. ↑   Backpacking, su NPS. URL consultato il 1º giugno 2022.
35. ↑  (EN) Canyoneering, su NPS. URL consultato il 1º giugno 2022.
36. ↑   Rock Climbing, su NPS. URL consultato il 1º giugno 2022.
37. ↑  (EN) Commercial Tours, su NPS. URL consultato il 1º giugno 2022.
38. ↑  (EN) Ranger-led Programs, su NPS. URL consultato il 1º giugno 2022.
39. ↑  (EN) Lightscape/Night Sky, su home.nps.gov. URL consultato il 1º giugno 2022.
40. ↑  (EN) Dark Sky, USA [collegamento interrotto], su caglow.com. URL consultato il 1º giugno 2022.
41. ↑  (EN) Circulating Coins Production (2014), su usmint.gov. URL consultato il 1º giugno 2022.
42. ↑  (EN) Don Scheese, Desert Solitaire: Counter-Friction to the Machine in the Garden, in The ecocriticism reader: landmarks in literary ecology, University of Georgia Press, 1998,  p. 305, ISBN 978-0-8203-1781-6.
43. ↑  (EN) Things To Do, su NPS. URL consultato il 1º giugno 2022.
44. ↑  (EN) Jonathan Stewart, The Plateau of Doubt: Hiking the Hayduke Trail across the Colorado Plateau, Lulu Press, Inc, 2018,  p. 30, ISBN 978-14-83-48087-9.